# مغستان اکبر
مغستان اکبر، روستایی از توابع بخش خرانق شهرستان اردکان در استان یزد ایران است. مغ در لغت به معنای نخل و چون این روستا دارای نخلستان است، نام مغستان بر آن نهاده شده است.

## جمعیت
این روستا در دهستان رباطات قرار دارد و براساس سرشماری مرکز آمار ایران در سال ۱۳۸۵، جمعیت آن ۱۴۵ نفر (۴۲خانوار) بوده‌ است.